# Lighthouse coastal broadwalk
Lighthouse coastal broadwalk, česky lze přeložit jako Promenáda majákového pobřeží, je promenáda/esplanáda na pobřeží Středozemního moře na ostrově Kypr ve městě Pafos v distriktu Pafos v Kyperské republice. Nachází se pod majákem Pafos podle kterého získala svůj název.

## Další informace
Lighthouse coastal broadwalk je dlážděná a má délku cca 2,4 km a vede pod městskou částí Kato Paphos (Nea Paphos, Κάτω Πάφος) a kopíruje členité pobřeží pod majákem a Paphos Archaeological Parkem. Začíná u hradu Pafos v přístavu Pafos a pokračuje kolem populární bronzové sochy dívky na kameni Sol Alter a dalších soch, laviček, turistických přístřešků a vyhlídek až k plážim Lighthouse Beach a Kefalos Beach za kterou promenáda končí. Lighthouse coastal broadwalk je také součástí místní dlouhé Coastal broadwalk, která vede na sever až k pláži Venus Beach.

## Galerie

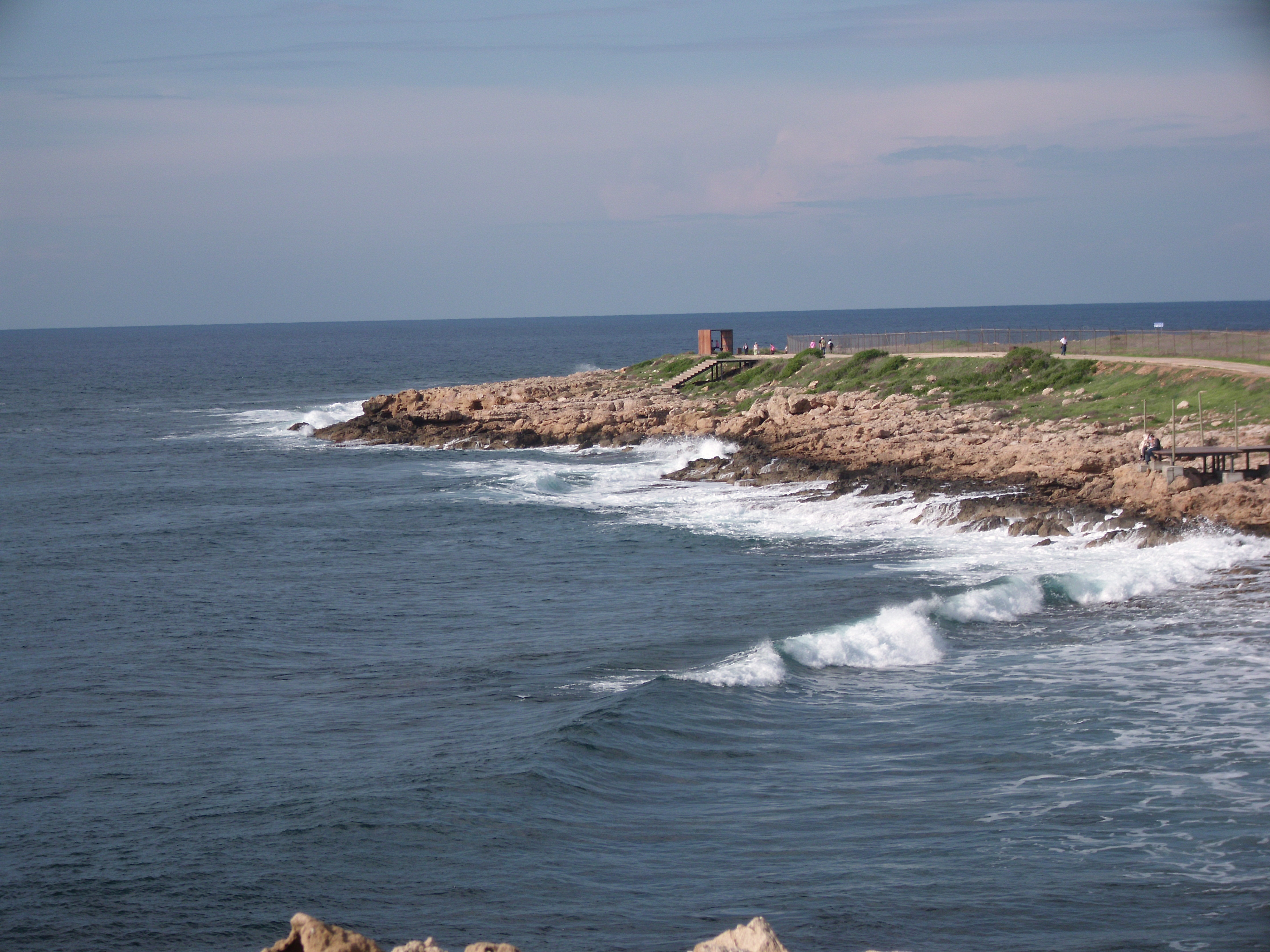
Pobřeží Středozemního moře
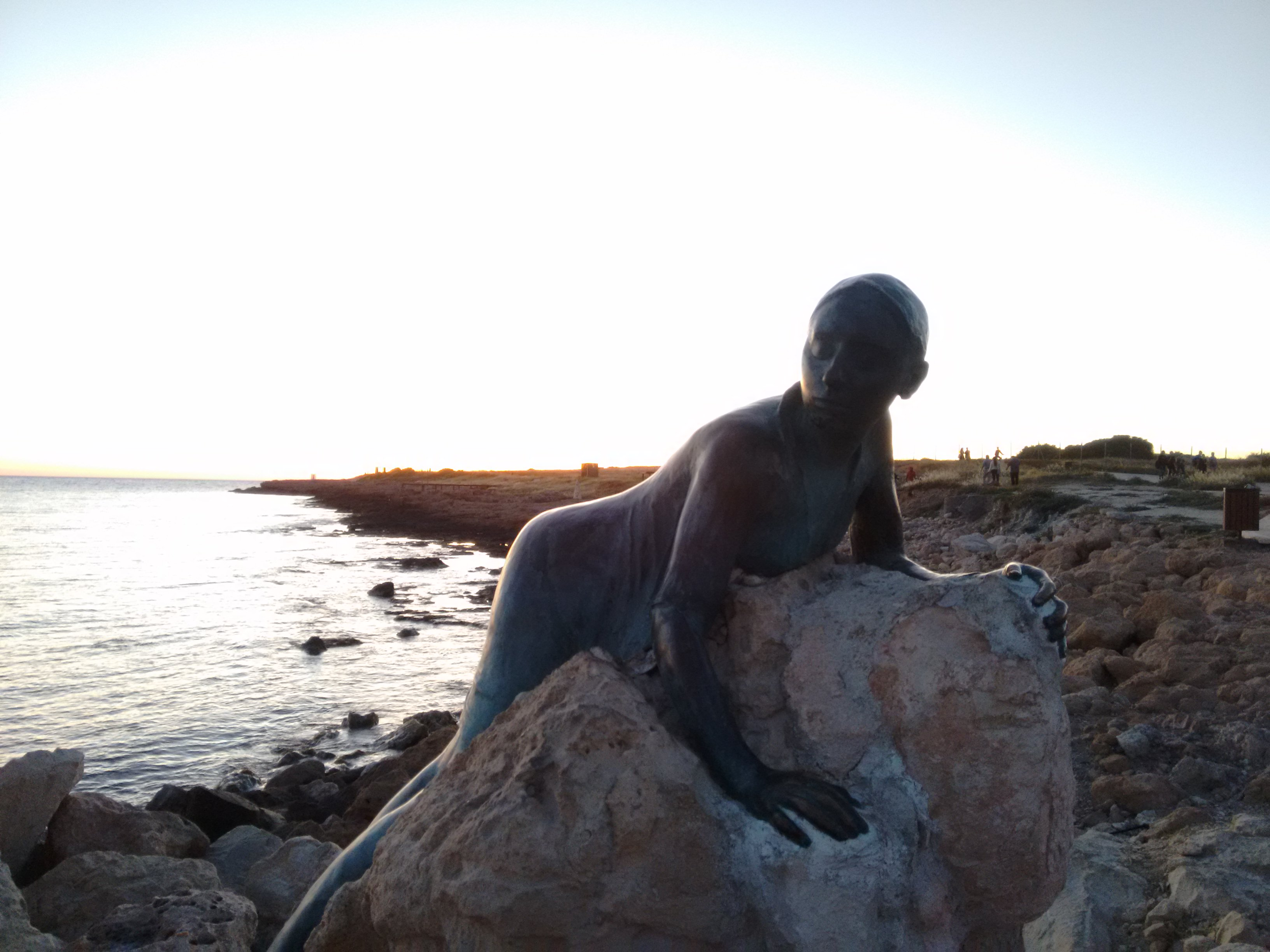
Sol Alter